# Kennedy Arkaden
Kennedy Arkaden er en arkade og et indkøbscenter i Aalborg centrum ved John F. Kennedys Plads. Det er indrettet, hvor den gamle Aalborg Busterminal lå og er bygget i forbindelse med den nye Aalborg Busterminal. I stueplan er arkaden på 8000 m², 13.000 m² kontorer er fordelt på 3.-7. sal. Arkaden huser også biografen Biocity Aalborg og Nordjyllands Trafikselskabs ventesal og hovedsæde. Kennedy Arkaden er opført af TK Development og ejes af Commercial Real Estate Denmark P/S.
- Avance Shoppen
- Wasabi Sushi
- Zulten
- Fitness World
- Cafe Visa
- Arkadens Køkken
- Sunset Boulevard
- Meny
- Imerco
- Nadias
- H&M
- Creme Fraiche
- ESPRESSO HOUSE
- PHONE2FIX
- DEICHMANN SKO
- KENNEDY APOTEK

Arkaden indeholder desuden parkeringshus med 369 pladser.
57°2′31″N 9°55′8″Ø / 57.04194°N 9.91889°Ø